# Tempo immaginario

Il rapporto tra tempo classico e tempo immaginario visualizzato nel piano complesso.

Il tempo immaginario è una rappresentazione matematica del tempo che compare in determinate formulazioni della relatività ristretta e della meccanica quantistica. Trova applicazione nella connessione teorica tra meccanica quantistica e meccanica statistica e in alcune teorie cosmologiche.
Se visualizziamo il tempo classico come una linea orizzontale tra passato (a sinistra) e futuro (a destra), in cui la freccia del tempo va dal primo al secondo, possiamo visualizzare il tempo immaginario come una linea perpendicolare a quella del tempo abituale (un po' come avviene nella rappresentazione dei numeri reali e dei numeri complessi) sulla quale è possibile muoversi avanti e indietro come si può fare nello spazio.

## In meccanica quantistica
Il tempo immaginario {\displaystyle \displaystyle \tau } (Tau) si ottiene tramite la rotazione di Wick nel piano complesso: {\displaystyle \displaystyle \tau \ =\ it}.

## In cosmologia
Il tempo immaginario è usato anche in cosmologia. Serve in alcuni modelli teorici dell'Universo. Stephen Hawking ha reso famoso il concetto nel suo libro Dal big bang ai buchi neri.
La sua utilità deriva dal fatto che può aiutare a risolvere il problema delle singolarità gravitazionali in modelli teorici dell'universo in cui le attuali leggi fisiche conosciute non sono applicabili.
Il Big Bang appare essere una singolarità gravitazionale nel tempo classico, ma nel tempo immaginario la singolarità scompare e il Big Bang stesso è interpretabile come ogni altro punto ordinario nello spaziotempo.